# Brooksville (Florida)
Brooksville ist eine Stadt und zudem der County Seat des Hernando County im US-Bundesstaat Florida.
Das U.S. Census Bureau hat bei der Volkszählung 2020 eine Einwohnerzahl von 8890 ermittelt.

## Geographie
Brooksville liegt rund 60 Kilometer nördlich von Tampa.

## Geschichte
Brooksville wurde 1856 gegründet. 1906 wurde durch die Tampa Northern Railroad eine Bahnstrecke von Tampa nach Brooksville eröffnet, die 1912 von der Seaboard Air Line Railroad aufgekauft wurde.
Am 3. Februar 1966 wurden bei einem schweren Verkehrsunfall in Brooksville vier Menschen getötet und 45 Schulkinder schwer verletzt, als ein Schulbus von einem Lastwagen gerammt wurde.

## Demographische Daten
Laut der Volkszählung 2010 verteilten sich die damaligen 7719 Einwohner auf 3959 Haushalte. Die Bevölkerungsdichte lag bei 603 Einw./km². 76,9 % der Bevölkerung bezeichneten sich als Weiße, 18,0 % als Afroamerikaner, 0,4 % als Indianer und 0,9 % als Asian Americans. 1,7 % gaben die Angehörigkeit zu einer anderen Ethnie und 2,1 % zu mehreren Ethnien an. 6,6 % der Bevölkerung bestand aus Hispanics oder Latinos.
Im Jahr 2010 lebten in 24,1 % aller Haushalte Kinder unter 18 Jahren sowie 39,7 % aller Haushalte Personen mit mindestens 65 Jahren. 55,0 % der Haushalte waren Familienhaushalte (bestehend aus verheirateten Paaren mit oder ohne Nachkommen bzw. einem Elternteil mit Nachkomme). Die durchschnittliche Größe eines Haushalts lag bei 2,10 Personen und die durchschnittliche Familiengröße bei 2,76 Personen.
22,6 % der Bevölkerung waren jünger als 20 Jahre, 19,8 % waren 20 bis 39 Jahre alt, 23,6 % waren 40 bis 59 Jahre alt und 34,1 % waren mindestens 60 Jahre alt. Das mittlere Alter betrug 48 Jahre. 44,8 % der Bevölkerung waren männlich und 55,2 % weiblich.
Das durchschnittliche Jahreseinkommen lag bei 27.228 $, dabei lebten 29,4 % der Bevölkerung unter der Armutsgrenze.
Im Jahr 2000 war Englisch die Muttersprache von 95,98 % der Bevölkerung, spanisch sprachen 3,57 % und 0,46 % sprachen deutsch.

## Sehenswürdigkeiten
Folgende Objekte sind im National Register of Historic Places gelistet:
- Chinsegut Hill Manor House
- William Sherman Jennings House
- May-Stringer House
- Judge Willis Russell House
- Frank Saxon House
- South Brooksville Avenue Historic District

## Verkehr
Brooksville ist ein bedeutender Verkehrsknoten. Hier trifft der U.S. Highway 41 auf den U.S. Highway 98 und die Florida State Roads 50 sowie 50A. Der nächste Flughafen ist der Tampa International Airport (rund 70 Kilometer südlich).

## Kriminalität
Die Kriminalitätsrate lag im Jahr 2010 mit 347 Punkten (US-Durchschnitt: 266 Punkte) im durchschnittlichen Bereich. Es gab drei Vergewaltigungen, elf Raubüberfälle, 55 Körperverletzungen, 61 Einbrüche, 243 Diebstähle und 13 Autodiebstähle.

## Persönlichkeiten
- John Capel (* 1978 in Brooksville), Leichtathlet, Weltmeister im 200-Meter-Lauf